# James Guthrie (artista)
James Guthrie (Grenock, Escocia,10 de junio de 1859-Rhu, Dunbartonshire, Escocia, 6 de septiembre de 1930), fue un pintor escocés, conocido por sus retratos, su estilo en el realismo y el haber sido integrante de la Escuela de Glasgow.

## Vida
James Guthrie nació del matrimonio del pastor evangelista John Guthrie y Anne Orr. Comenzó estudios de derecho dejándolos para dedicarse a la pintura. En gran medida fue un autodidacta, aunque, por un corto período, recibió lecciones de John Pettie. Se unió a la Escuela de Glasgow, convirtiéndose en uno de sus integrantes más destacado, y fue socio del Glasgow Art Club. En 1888, fue elegido miembro de la Real Academia Escocesa, y miembro de pleno derecho en 1892. En 1902 fue nombrado presidente de la Academia, sucediendo a George Reid, y, al año siguiente, en 1903, recibió el título de caballero. En 1920, Alberto I, rey de Bélgica le otorga la Cruz de Comendador de la Orden de la Corona.

## Obra
En los comienzos, su pintura tiene la influencia de John Pettie y, sobre todo, de la pintura realista de Jules Bastien-Lepage. Gran parte de su obra son retratos, en los que evidencia su capacidad para captar la psicología de los personajes. Los fuegos gitanos, realizada en sus inicios, y Retrato de la madre del artista, son obras que le dieron reconocimiento y que pertenecen a etapas distintas de su evolución artística. 